# Хэмпден-Сидней-колледж
Хэмпден-Сидней-колледж (англ. Hampden-Sydney College) — частный мужской гуманитарный университет в г. Хэмпден-Сидней, штат Виргиния, США. Основан в 1775 году. Является старейшим частным вузом на Юге США и одним из только трёх мужских вузов США. Аффилирован с Пресвитерианской церковью.
В 2012 году в рейтинге лучших вузов США по версии журнала Forbes Хэмпден-Сидней-колледж оказался на 89-й позиции. При этом среди частных вузов колледж занял 80-е место, а среди вузов Юга США — 19-е место. В рейтинге U.S. News & World Report за 2020 год колледж занял 102-е место среди гуманитарных вузов США.

## Выпускники
- Бибб, Джордж Мортимер — 17-й министр финансов США.
- Гаррисон, Уильям Генри — 9-й президент США.
- Кольбер, Стивен — актёр, сатирик, режиссёр и писатель.
- Мосби, Джон — военачальник.
- Прайс, Стерлинг — политик, 11-й губернатор штата Миссури.